# Janowo (Ostróda)
Janowo (deutsch Johannisberg) ist ein kleines Dorf in der polnischen Woiwodschaft Ermland-Masuren. Es gehört zur Gmina Ostróda (Landgemeinde Osterode in Ostpreußen) im Powiat Ostródzki (Kreis Osterode in Ostpreußen).

## Geographische Lage
Janowo liegt am Südostrand des Landschaftsschutzparks Kernsdorfer Höhen (polnisch Park Krajobrazowy Wzgórz Dylewskich) im Südwesten der Woiwodschaft Ermland-Masuren, 20 Kilometer südlich der Kreisstadt Ostróda (deutsch Osterode in Ostpreußen).

## Geschichte
Das kleine Dorf Johannisberg mit mehreren kleinen Höfen und Gehöften wurde 1839 gegründet. Die Landgemeinde Johannisberg wurde 1874 in den Amtsbezirk Marienfelde (polnisch Glaznoty) im Kreis Osterode in Ostpreußen eingegliedert und zählte 1910 insgesamt 115 Einwohner. 1933 belief sich die Einwohnerzahl auf 70.
Am 1. Oktober 1938 gliederte man Johannisberg vom Amtsbezirk Marienfelde in den Amtsbezirk Marwalde (polnisch Marwałd) um. 1939 waren 74 Einwohner in dem Dorf registriert.
Als 1945 in Kriegsfolge das gesamte südliche Ostpreußen an Polen abgetreten werden musste, war auch Johannisberg davon betroffen. Das Dorf erhielt die polnische Namensform „Janowo“ und ist heute eine Ortschaft im Verbund der Gmina Ostróda (Landgemeinde Osterode in Ostpreußen) im Powiat Ostródzki (Kreis Osterode in Ostpreußen), bis 1998 der Woiwodschaft Olsztyn, seither der Woiwodschaft Ermland-Masuren zugehörig.

## Kirche
Bis 1945 war Johannisberg in die mit Marwalde vereinigte evangelische Kirche Döhlau (polnisch Dylewo) in der Kirchenprovinz Ostpreußen der Kirche der Altpreußischen Union, außerdem in die römisch-katholische Kirche Grabau (polnisch Grabowo) eingepfarrt.

## Verkehr
Janowo liegt nördlich der Woiwodschaftsstraße 537 und ist von Marwałd (Marwalde) aus über Giętlewo (Güntlau) über eine Nebenstraße zu erreichen. Ein Bahnanschluss besteht nicht.